# Norman Gale
Pas d'image ? Cliquez ici

a Compétitions nationales et continentales officielles uniquement.

b Matchs officiels uniquement.
Norman Reginald Gale, né le 24 juillet 1939 à Gorseinon et mort le 30 janvier 2005 à Llanelli, est un joueur de rugby à XV qui a joué avec l'équipe du pays de Galles évoluant au poste de talonneur. 

## Biographie
Norman Gale joue successivement avec les clubs du Gorseinon RFC, Llanelli RFC et Swansea RFC. Il dispute son premier test match le 12 mars 1960 contre l'équipe d'Irlande et son dernier test match contre l'équipe d'Australie le 21 juin 1969. Il est deux fois capitaine de l'équipe du pays de Galles.

## Palmarès
- Vainqueur du Tournoi des Cinq Nations en 1964, 1965 et 1966

## Statistiques en équipe nationale
- 25 sélections en équipe nationale  (+2 non officielles)
- Sélections par année :  1 en 1960, 4 en 1963, 5 en 1964, 4 en 1965, 5 en 1966, 2 en 1967, 1 en 1968, 3 en 1969
- Tournois des Cinq Nations disputés :  1960, 1963, 1964, 1965, 1966, 1967